# Franco Scaglione
Franco Scaglione, född 26 september 1916 i Florens, död 19 juni 1993 i Suvereto, Livorno, var en italiensk bildesigner.

## Biografi
Scaglione utbildade sig till flygingenjör före andra världskriget. Efter kriget beslutade han sig för att bli bildesigner och flyttade till Turin 1951, där han fick anställning hos Pininfarina. Året därpå gick han vidare till Bertone, där han ritade flera modeller åt Alfa Romeo, men även specialkarosser åt Aston Martin och Bristol Cars. 1959 lämnade han Bertone för att arbeta under eget namn. Scagliones sista uppdrag blev för Intermeccanica, där han även gick in som finansiär.

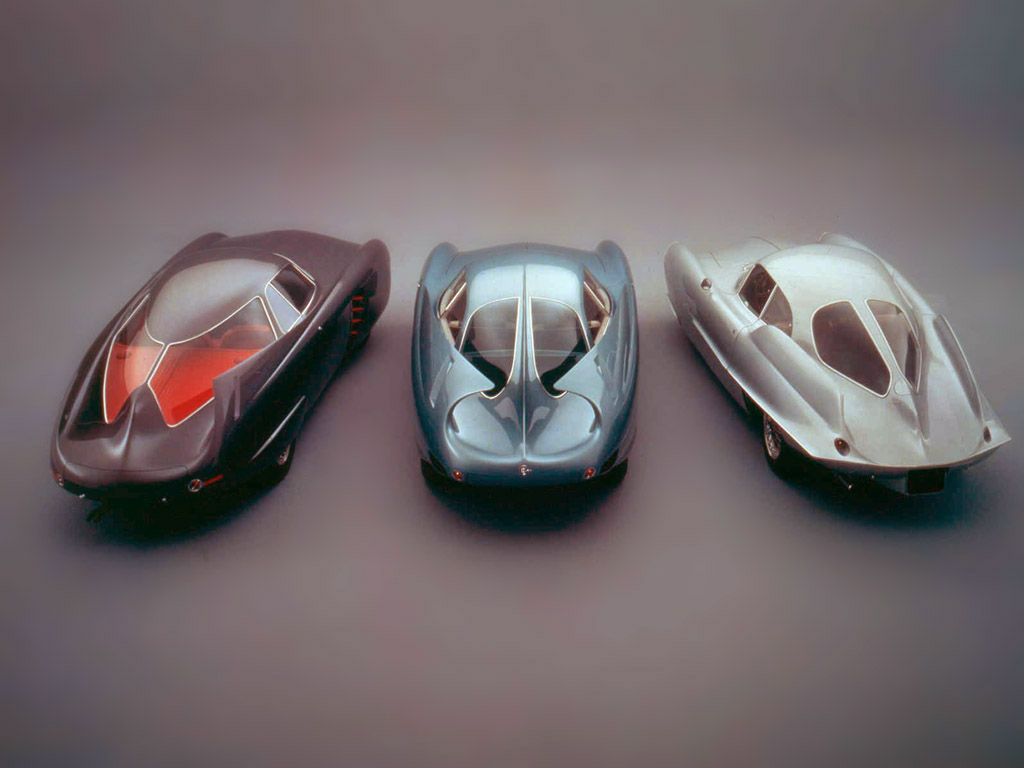
Alfa Romeo BAT

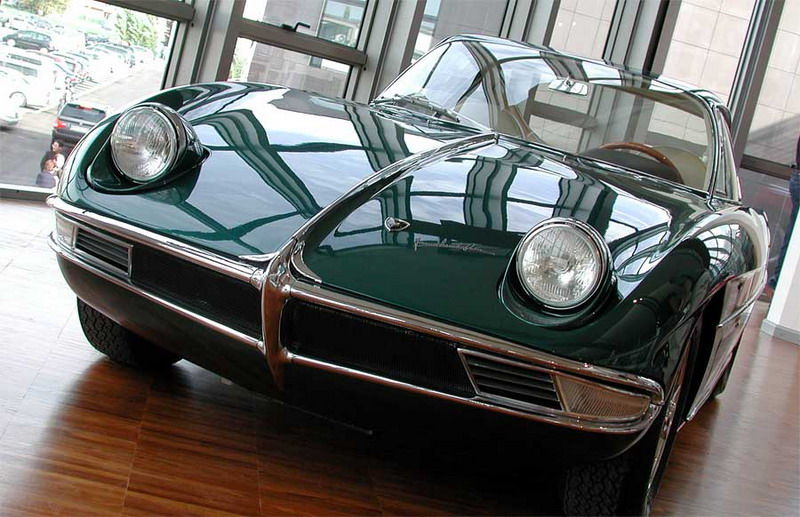
Lamborghini 350 GTV

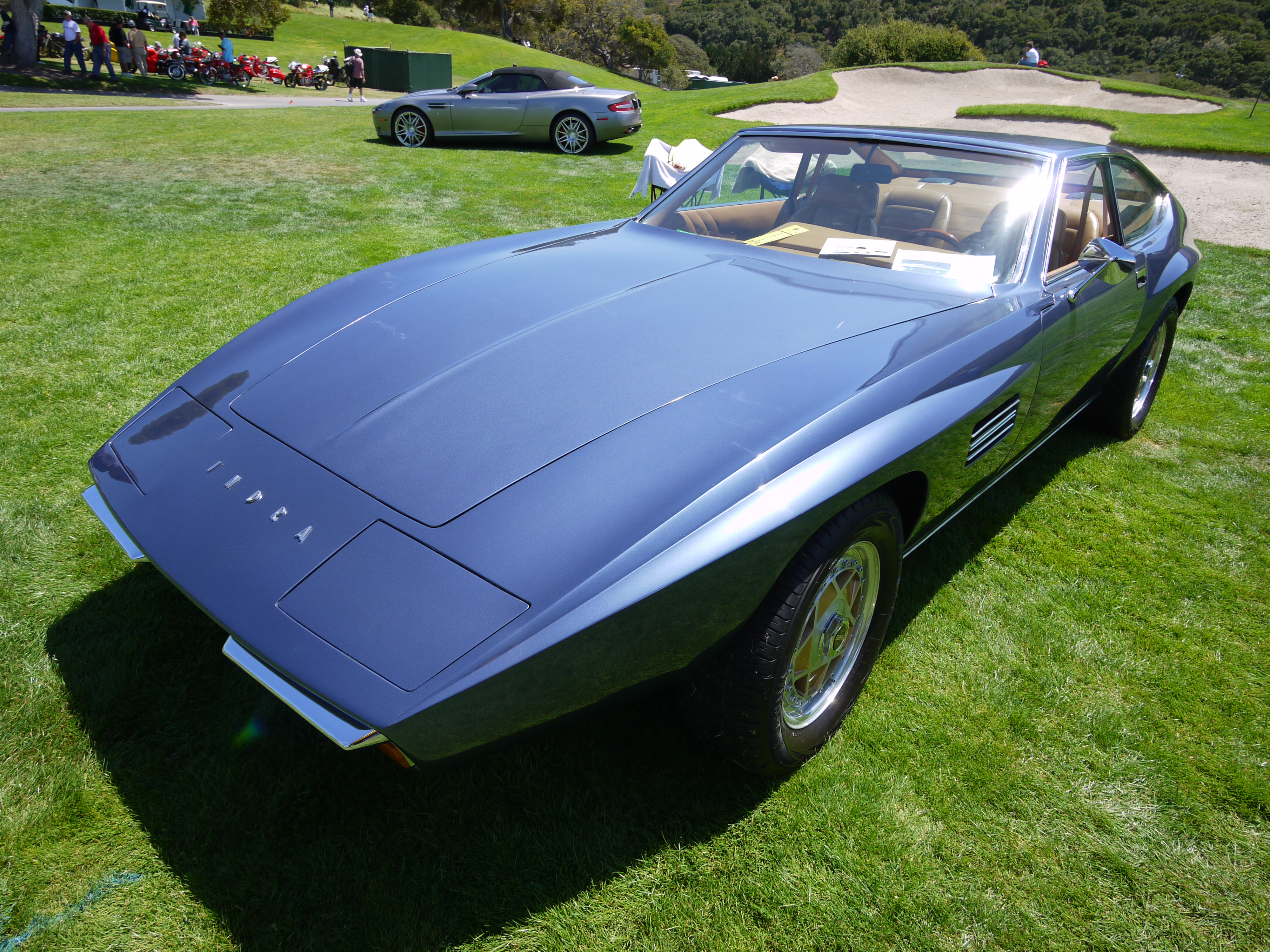
Intermeccanica Indra

## Bilar ritade av Franco Scaglione

### Hos Bertone
- Alfa Romeo BAT
- Alfa Romeo Giulietta Sprint
- Alfa Romeo Giulietta Sprint Speciale
- NSU Sport Prinz

### Som frilansare
- Porsche 356B Carrera Abarth GTL
- Prince Skyline 1900 Sprint
- Lamborghini 350 GTV prototyp
- ATS 2500 GT
- Alfa Romeo 33 Stradale
- Intermeccanica Indra